# Medeltiden

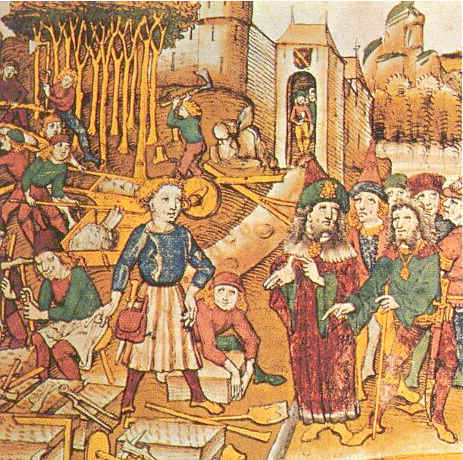
Byggplats under högmedeltiden.

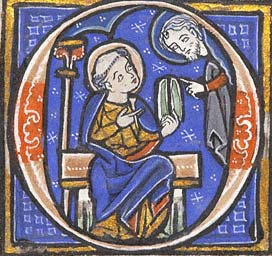
Illumination i en medeltida handskrift.

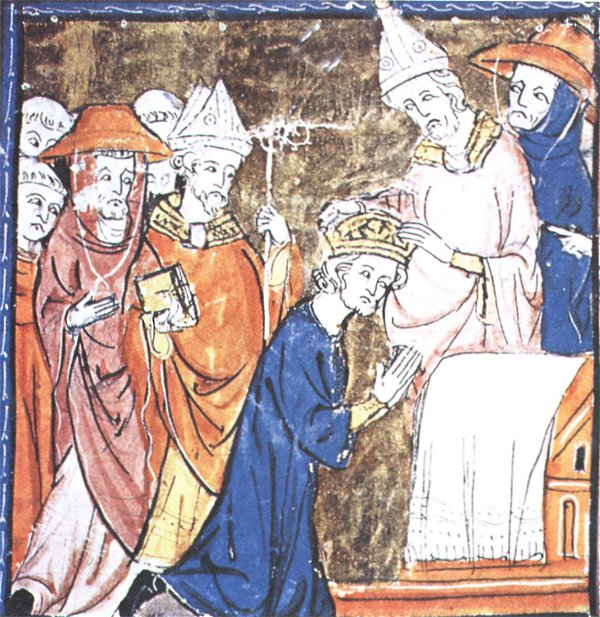
Karl den store kröns av Leo III. Från kalendern Les Très Riches Heures du Duc de Berry.

Medeltiden är en traditionell benämning på en period av Västerlandets historia som ligger mellan antiken och modern tid. Medeltiden anses avgränsad från antiken särskilt genom Romerska rikets fall i väst år 476, kristendomens avgörande seger och de stora folkvandringarna. Senare datum används ibland i de yttre delarna av Europa. Mer tänjbar är medeltidens gräns mot nyare tiden. För Europa som helhet anses 1500 ofta vara slutet på medeltiden. Vanligen används ibland händelser som erövring av Konstantinopel av turkarna 1453, Christopher Columbus första resa till Amerika 1492 eller den protestantiska reformationen 1517.
Medan man under renässansen och upplysningstiden, och länge under moderniteten, såg på medeltiden som en mörk och barbarisk tid, ser dagens historiker denna tid som den grundläggande perioden för det moderna Europa.
Medeltiden delas in i tre större perioder:
- Tidigmedeltid[4] eller äldre medeltid,[5] en tid av stark decentralisering och låg tillväxt, i Västeuropa från omkring 450 till 1000.
- Högmedeltiden, en tid som kännetecknas av stark ekonomisk tillväxt och befolkningsökning, stabilisering och centralisering av makten, från omkring 1000 till 1350.
- Senmedeltiden eller, en tid då tillväxten fick ett abrupt slut och en period av demografisk stagnation, ökad samhällelig turbulens tog vid, men då även en konsolidering av centralmakter som skulle fortsätta in på den tidigmoderna perioden, från omkring 1350 till 1500.

I nordisk historia placeras istället äldre medeltid till cirka 1050 till 1200, högmedeltiden cirka 1200 till 1350, och senmedeltiden från cirka 1350 till 1520 (skandinavisk yngre medeltid), de två senare ibland hopklumpat till yngre medeltid, följt av Vasatiden i svensk historia.
Utmärkande särskilt för europeisk hög- och senmedeltid är det sociala system som senare kallats feodalism. Detta system innebar personliga band mellan vasall och feodalherre som innebar rättigheter och skyldigheter för båda parter. En särprägel som skiljer medeltiden från antiken är den tekniska utveckling, särskilt inom jordbruket, som ägde rum från 700-talet och framåt. Ett tredje kännetecken är kristendomens utbredning över hela Europa, vilket kom att fungera som en förenande länk mellan olika regioner. Det var under senmedeltiden som Europa som en någorlunda enhetlig civilisation uppstod och grunden för många moderna nationalstater som Frankrike, Spanien och de nordiska länderna lades.
Medeltiden var också den period när starka centralmakter återigen uppstod i Europa. Många av dagens europeiska storstäder växte fram under medeltiden tillsammans med en stark borgarklass. Gillen och skrån bildades framförallt under senmedeltiden som skulle bestå långt in i modern tid. I slutet av medeltiden inleddes också en kraftfull europeisk expansion och kolonisering av Amerika, Afrika och Asien och detta föregicks av ett tidigt försök till erövring i och utanför Europa i form av korståg mot Bysantinska riket, muslimska stater på Iberiska halvön, i Palestina, och mot hedningar i Östeuropa, Baltikum och Finland.

## Historiografi
Begreppet ”medeltiden” härrör från en indelning av historien som grundar sig i idealiserandet av antiken. Under 1350-talets mitt började italienska författare och akademiker odla ett allt starkare intresse för den klassiska antika perioden. Francesco Petrarca (1304–74) var den första som formulerade idén om att hans egen tid var ett återuppväckande av bortglömda antika ideal, och betraktade tiden från Västromerska rikets fall till mitten av 1300-talet en tid av stagnation och intellektuellt mörker. Petrarca hänvisade själv till tidens tenebrae (dimmor) och i början av 1400-talet hade historikern Flavius Blondus varit den första som beskrivit perioden som en mellanperiod, en historisk transportsträcka från utslocknandet av antikens lysande intellektuella tankevärld till dess återupplivande nästan 1000 år senare. Den första historiker som definitivt cementerade begreppet i tidigmodern historiebeskrivning var den franske historikern Charles Du Cange som 1678 gav ut verket Glossarium i två volymer om latinets klassiska och medeltida historia. Tio år senare kom Historia Medii Aevi ("Medeltidens historia") ut, skrivet av den tyska historikern Kristoffer Cellarius. Under tidigmodern tid (cirka 1500–1800) betraktade man medeltiden som "den mörka tiden" för att man ansåg att antikens kultur helt försvann under medeltiden, och återkom först i och med renässansens upplivning av antika ideal. Från upplysningstiden kritiserade många tänkare den katolska kyrkans absoluta och intoleranta auktoritet under medeltiden. Denna syn kvarstod i stort fram till tidigt 1800-tal, då exempelvis gotiken kom på modet igen. Många av romantikens konstnärer hade däremot en positiv bild av åtminstone hög- och senmedeltiden, bland annat genom tolkningar av epos och legender. Författare som Walter Scott och Victor Hugo använde medeltida teman för romaner och senare använde nationalromantiska konstnärer som Richard Wagner tidiga medeltida germanska sägner som inspiration för det storslagna operastycket Nibelungens ring.
Idag betonar historiker att medeltiden är den period då grunderna för senare europeisk samhällsutveckling lades och att det i många avseenden, kulturellt, samhälleligt och tekniskt, var en dynamisk och expansiv epok. Det blir således bara den tidiga medeltidens första århundraden, mellan Västroms fall och Karl den stores enande av frankerriket, som fortfarande kallas "mörka" i historiska kretsar eftersom de lämnat efter sig få skriftliga källor och större byggnadsverk, och all maktutövning och organisation var geografiskt begränsad. "Mörk" får i dessa sammanhang främst betydelsen "tyst" snarare än att vara ett allmänt negativt omdöme.
I norra och östra Europa anses medeltiden börja betydligt senare: i till exempel Skandinavien först någon gång under 1000-talet beroende på källa, och följer på skandinavisk järnålder och förhistorisk tid. Svensk medeltid börjar således med att den siste kungen i Erik Segersälls ätt, Emund den gamle, blir kung 1050 eller dör cirka 1060, eller vid Sveriges kristnande (olika tidpunkter i olika landsdelar). I svensk historieskrivning anses medeltiden ha varat fram till omkring 1520 och upplösningen av Kalmarunionen. I Danmark och Norge räknas 1536 som medeltidens slut, då reformationen påbörjades av kung Kristian III.

## Tidigmedeltid

Det Bysantinska rikets vapen.

Under 400-talet började Romarrikets sociala sammanhållning att lösas upp, skattebasen för de västra provinserna minskade kraftigt och arméerna som krävdes för försvaret av gränserna rekryterades i allt större utsträckning från allierade germanstammar från trakterna av det moderna Tyskland, Österrike och Ungern. Senaten i Rom blev så småningom i hög grad beroende av germanernas hövdingar och generaler för ledning av den samlade romerska armén. I egenskap av legosoldater, i princip utan eget land, hade dessa föga lojalitet mot den markägande senaten som försökte styra det romerska riket.
Den 4 september 476 avsattes den siste romerske kejsaren, Romulus Augustus, av den heruliske krigsherren Odovakar. Odovakar sände kejsartecknen (insignia imperialia) till Östroms kejsare. I gengäld önskade Odovakar att bli utsedd till dux, militärbefälhavare, över de västra provinserna. Detta godkändes delvis av Östroms kejsare och Odovakar blev härskare över den italienska halvön och delar av Gallien, det moderna Frankrike. Större delen av den romerska senaten (adeln) lämnade omgående Rom. Att 476 är det år romarriket föll anses vara en förenkling bland historiker eftersom det är väl visat att livet gick vidare och den romerska kulturen styrde som vanligt i de flesta provinserna även om kejsaren och senaten var avsatt. De romerska provinserna, med skatteintäkter och legioner, togs helt enkelt över av antingen regionala generaler, adel eller erövrande barbarhövdingar.
Östrom, oftast kallat Bysantinska riket eller Bysans, gjorde i början på 500-talet försök att återerövra provinserna i det forna Västrom. Inledningsvis var denna kampanj framgångsrik och den italienska halvön, Sicilien samt Nordafrika återtogs. År 541 utbröt dock den Justinianska pesten, som härjade i Bysans till år 700. Pesten dödade cirka 50 procent av befolkningen i Bysans och kejsardömet förlorade med pestens utbrott all kraft att återta de västra provinserna.

### Folkvandringar

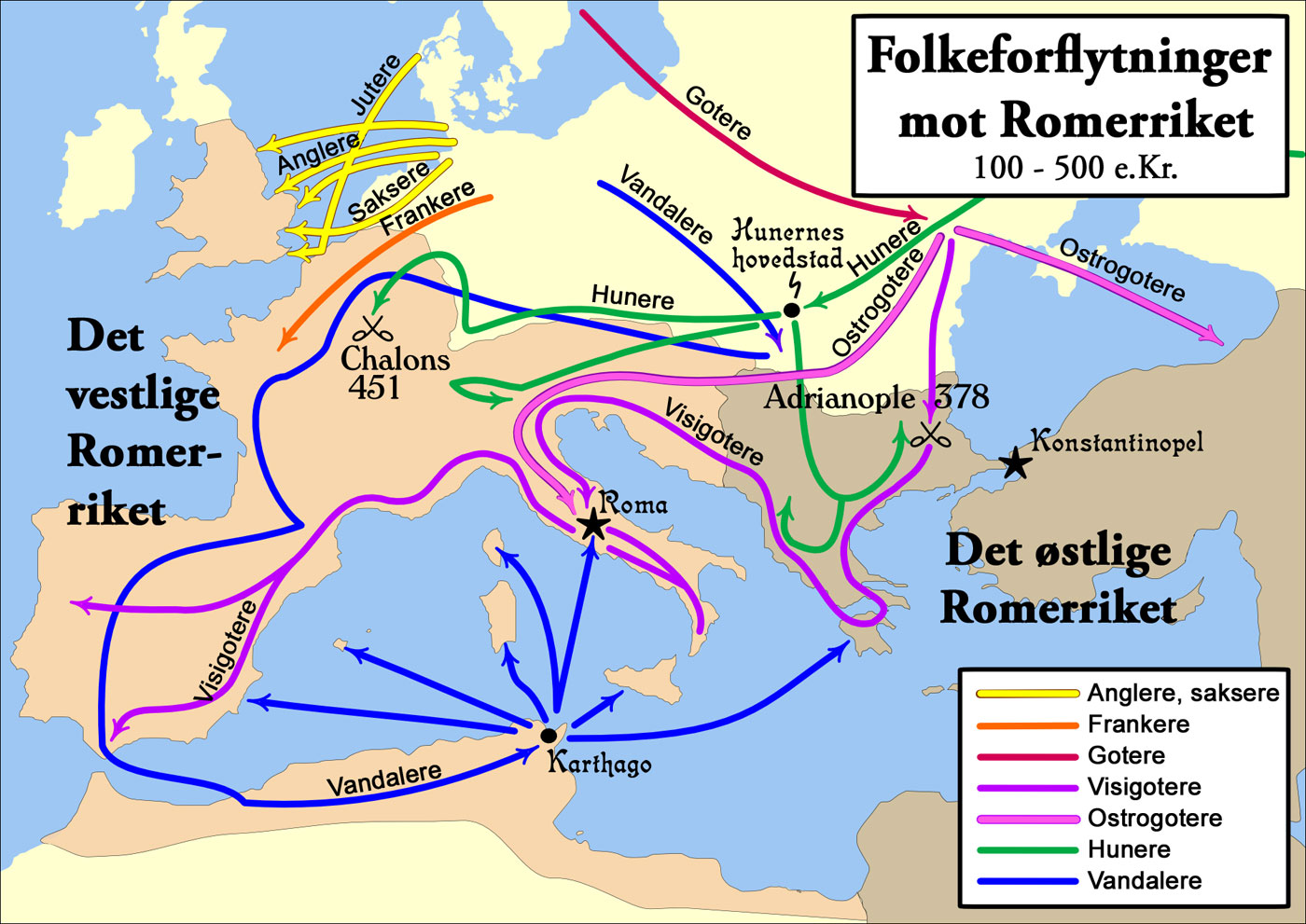
En karta över några av de större folkförflyttningarna under folkvandringstiden.

Från 300-talet till slutet av 500-talet flyttade en rad olika nomadiska eller halvnomadiska grupper in i västra Europa från norr och öster och hade stor inverkan på politiska och kulturella strukturer. Under flera stora migrationsvågor med början med ostrogoternas vandringar år 340 slogs mycket av det gamla romerska systemet sönder och en ny fusion av germansk kultur och romersk tradition i kombination med en kristen tro skapade början till den kultur som senare skulle konsolideras som Europa.
I samband med det västromerska rikets sönderfall från cirka 200- till 500-talet skedde en rad större migrationer av framförallt germanska stammar från Öst- och Centraleuropa. De underliggande orsakerna till förflyttningarna är oklara men den omedelbara orsaken var tryck från centralasiatiska nomadfolk som var i rörelse västerut. Först kom hunnerna under sin kung Attila, därefter avarerna (567–811) och sist magyarerna (862, 895–907) som grundade Kungariket Ungern. Det romerska gränsförsvarets sammanbrott i och med inbördes strider mellan romerska fältherrar gjorde det möjligt för de olika grupperna att flytta in på romerskt territorium utan större motstånd. Det romerska riket hade under de första århundradena e.Kr. även börjat anlita allt större antal germanska krigare i sina arméer. Många av dessa kom från stamsamhällen som befann sig i relativt nyerövrade områden eller i gränstrakterna mellan det romerska riket och områden i Central- och Östeuropa som inte låg under imperiets kontroll. Bland de större germanska grupperna var goterna som härjade över stora delar av kontinenten och sedan grundade lösa statsbildningar på Iberiska halvön och södra Centraleuropa. Frankerna, ett folk från Lågländerna, tog över det mesta av norra Gallien. Vandalerna bildade riken i Nordafrika och anföll och plundrade senare Rom. Anglosaxare från södra delar av dagens Danmark och norra Tyskland invaderade Brittiska öarna och överväldigade den tidigare romerska utposten. Bland de mest destruktiva invasionerna var den som utfördes av hunnerna, ett centralasiatiskt stäppfolk. Hunnerna plundrade och förstörde städer över stora delar av Väst- och Östeuropa. De otaliga invasionerna svepte undan mycket av det antika samhället som vilade på grekisk-romerska traditioner; en tidigare stark centralmakt slogs sönder. En decentralisering och, i förlängningen, en feodalisering av Europa var resultatet.

### Germanerna
Germanska politiska och kulturella traditioner tog över och omformade den gamla samhällsstrukturen. De germanska folken bestod av en brokig uppsättning stammar med likartade, men ingalunda homogena, traditioner. Bosättningarna var små och mobila och jordbruket primitivt. Fokus låg framförallt på boskapsuppfödning och animalier dominerade kosten tillsammans med öl. Ekonomin var främst självhushållande med lågintensiv handel. Hantverkare som med metall framställde smycken och framförallt vapen (av järn) av hög kvalitet, men i liten skala. Politiskt sett styrdes samhället av mäktiga stormän som formade lösa allianser med varandra för att bekämpa andra allianser eller för att försvara sig mot andra folkgrupper. Lagar bestod av muntliga traditioner och sågs som brott mot person, inte politiska institutioner. Lagar kunde variera från stam till stam (kallade folk av germanerna), men allierade stammar respekterade ofta varandras lagar. Straff utmättes främst i form av böter, men konflikter kunde ofta leda till hämndaktioner som drog igång långvariga blodsfejder. Familjestrukturen var strikt patriarkal och patrilinjär och det fanns en skarp uppdelning av olika uppgifter mellan män och kvinnor; männen krigade och representerade familjen socialt och politiskt; kvinnor hade ansvar för hushåll, barnuppfostran, jordbruk och hantverk som sömnad. Slavar förekom, särskilt som krigsbyte, men bara i större hushåll.

### Frankerna
Ur den nya samhällsstrukturen växte successivt maktbaser upp. Till en början var det främst stora lokala godsägare som mot ett löfte om militärt beskydd från krigsherrar och andra godsägare lät bönder bruka jorden samt avlägga diverse avgifter. Runt 700-talet hade större politiska enheter bildats, framförallt i norra Frankrike, och bland dessa enheter, ledda av en tidig krigararistokrati, framträdde nominellt erkända kungar. Även om kungarnas makt var föga institutionaliserad och till stor del byggde på personlig auktoritet, fanns ändå grunder för en centralmakt. Den frankiske krigsherren Karl den store, med avstamp i sina förfäder, Karl Martells och Pippin den lilles erövringar, tog initiativ till att konsolidera denna framväxande centralmakt. Under en rad fälttåg erövrade han hela Frankrike, Lågländerna, delar av västra Tyskland och hela norra och centrala Italien, inklusive Rom. Kulmen för hans insats blev när han kröntes som västromersk kejsare av påven i början av 800-talet. Idén om det gamla kejserliga ämbetet hade återuppväckts i Västeuropa. Karl den stores rike överlevde dock inte honom själv utan delades snart upp i tre delar av hans sonsöner. Det antika idealet om ett kejsarrike, som nu fick sin legitimitet genom dess arvtagare, den romersk-katolska kyrkan (och mer specifikt påven) var dock återetablerat och togs senare över av tyska kungar under 800- och 900-talet.
Utöver den militära och politiska insatsen innebar Karl den stores gripande av makten ett uppsving i det intellektuella livet. Studier av antiken ledde till ny förståelse av dess idéer och Karl själv sponsrade kloster som fungerade som tidigmedeltida akademiska centra. Bland de viktigaste innovationerna var uppfinningar av den så kallade karolingiska minuskeln, föregångaren till dagens textade gemener. Kyrkan stärktes genom donationer och grunden till det som senare skulle bli Kyrkostaten bildades genom en donation av Karl den store till det påvliga ämbetet.

### Muslimska invasioner
Under 600-talet och början av 700-talet invaderade muslimska arméer ledda av profeten Muhammeds efterträdare samtliga områden längs Medelhavets södra kust. Det relativt svaga visigotiska riket på Iberiska halvön besegrades av det Umayyadiska kalifatets arméer i början av 700-talet och det mesta av dagens Portugal och Spanien föll under muslimsk kontroll. Under 800–900-talet lades Sicilien, Korsika, Sardinien, Kreta och Cypern till de muslimska erövringarna. Följden blev att många kristna västeuropeiska kungadömen och furstestater försvagades och tvingades till reträtt. Det en gång mäktiga bysantinska riket utsattes för anfall som det aldrig riktigt hämtade sig från. Islams framgångar hade effekten att centrum för den kristna makten gradvis förflyttades till kontinentala Europa. Samtidigt innebar det muslimska styret en kulturell och ekonomisk blomstringsperiod i erövrade områden. Intensivt jordbruk, effektiv stadsplanering och skolor infördes. Cordoba, huvudstaden för det muslimska Spanien, hade flera hundra tusen invånare och var centrum för en avancerad urban kultur med långväga handel och ett spirande intellektuellt liv, och likaså blev Palermo på 900-talet en av Europas största städer.

### Jordbruket utvecklas

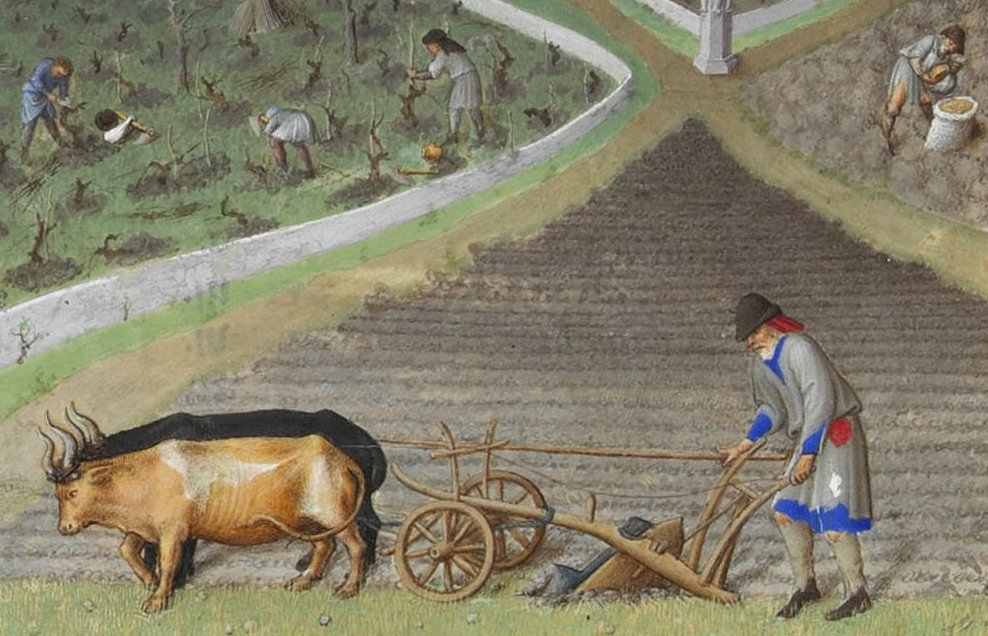
Très Riches Heures är en tidebok med teckningar av bröderna Limbourg från 1410-talet som visar liv på den franska landsbygden. På bilden har en bonde spänt två oxar framför en hjulplog till vårsådden.

Under medeltiden utvecklades jordbruket. Från 700-talet finns de första beläggen för att man inom jordbruket gått över från tvåskiftesbruk till treskiftesbruk. Den främsta fördelen med treskiftesbruket var att endast en tredjedel av fälten låg i träda jämfört med hälften av fälten tidigare. Genom att odla havre och introduktionen av kragsele till hästar möjliggjorde en bredare användning av hästar i jordbruket som bland annat gjorde att plogar av metall kunde användas mer. Introduktion av väderkvarnar och vattenkvarnar underlättade mjölframställningen.

## Högmedeltid

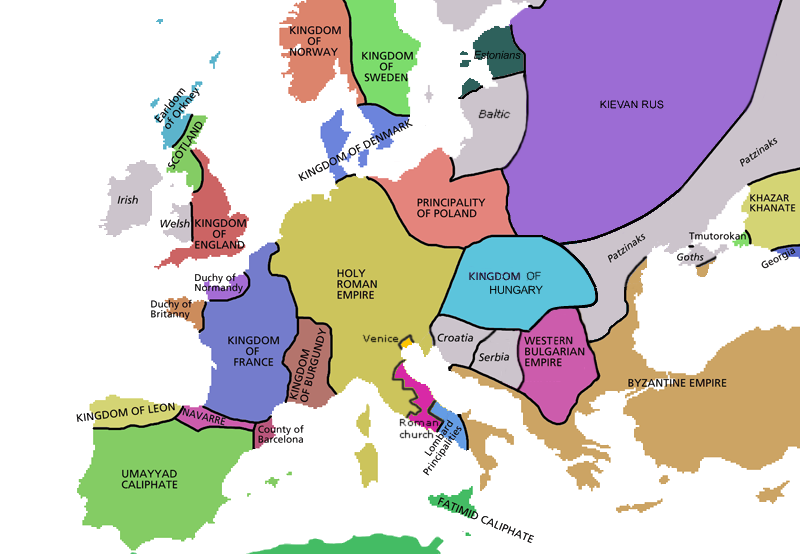
Europa år 998.

Under 1000-talet blev länderna i västra Europa stabilare. Med undantag för mongolinvasionen upphörde barbarinvasionerna. Kristnandet och framväxandet av kungadömen i norra Europa skapade ytterligare assimilering i den europeiska enheten. Högmedeltiden är en mer expansionistisk period och ett intellektuellt uppvaknande. Vidare förekom en befolkningsexplosion i Medelhavsområdet. I centrala och norra Italien och i Flandern började självstyrande städer att växa fram och en reurbanisering av västra Europa att ske.
På Iberiska halvön började en långsam återerövring av de muslimska territorierna. En konsekvens av detta var att den latinska världen fick tillgång till den klassiska litteraturen. Genom att översätta denna kom man att återupptäcka Aristoteles. Samtidigt minskade farorna med handeln och en stadig ekonomisk tillväxt skedde till följd av detta. Under denna period började Hansan och andra handels- och banksammanslutningar att växa fram, vilka drev sin verksamhet över hela Europa. De första medeltida universiteten bildades från 1080 och framåt, vilket bidrog till att ny kunskap började växa fram. Läskunnigheten blev allt mera spridd och bildkonst, skulptur och arkitektur gjorde stora framsteg. Stora katedraler började uppföras över hela kontinenten, först i den romanska stilen och senare i den gotiska stilen.

### Befolkningstillväxt
Fram till 1000-talet var Europa till största delen uppfyllt av skogar, ödemarker och träskområden. Den befolkning som fanns var liten. Under 1000-talet inleddes en kraftig befolkningstillväxt som innebar att tidigare outnyttjade områden började brukas och befolkas. Orsaken kan sägas vara ett förändrat andligt klimat som gynnade spridandet av tekniska uppfinningar. I Romarriket som ju använde slavar fanns inte rätt betingelser för att sprida arbetsbesparande teknik. Från 500-talet och framåt tillkommer en mängd tekniska uppfinningar, särskilt inom jordbruket. Romarna använde årder för att plöja fält vilket inte är särskilt lämpligt för tyngre lerjordar. Någon gång före 900-talet kom hjulplogen i bruk. Denna krävde fler dragdjur men kunde plöja djupare och vända upp jorden. Med hjulplogen kunde man odla på tidigare outnyttjad mark, särskilt de bördiga lerjordarna i södra England, norra Frankrike och norra Italien. I dessa områden kunde man skörda brödsäd som kunde föda en växande befolkning. En annan nyhet var att man började använda hästar som dragdjur istället för oxar. Hästarna var snabbare än oxarna om man använde de nyutvecklade seldon som gjorde att hästens kraft kom till bättre användning.
Att försöka att komma fram till hur stor befolkningen i Europa var innebär stora svårigheter. I några fall finns det bevarade skattelängder vilka endast upptar den del av befolkningen som hade inkomster att beskatta. Den engelske kungen Vilhelm Erövraren upprättade år 1086 en förteckning över alla fastigheter i England, Doomsday Book, och utifrån denna har invånarantalet i England beräknats till ungefär 1,1 miljoner människor vid denna tid. Denna siffra ökade till 3,7 miljoner under första hälften av 1300-talet. Befolkningen i Frankrike (inom 1328 års gränser) har beräknats till mellan 16 och 20 miljoner människor. Som jämförelse kan nämnas folkmängden i det geografiskt större Frankrike år 1789, som har beräknats till ungefär 25 miljoner människor. Befolkningen i norra, södra och västra Europa har sammanlagt beräknats till ungefär 60 miljoner människor.

### Urbanisering
På befolkningstillväxten följde också en urbanisering, tillkomsten av fler städer, och en stadskarta uppstod som i stort skulle bestå fram till industrialismen. De städer som redan fanns växte också betydligt. Denna utveckling följde ungefär samma geografiska mönster som den övriga demografiska utvecklingen där den största tillväxten skedde i söder och i väster, och i mindre utsträckning i norr och öster. De flesta städerna var fortfarande förhållandevis små, särskilt i jämförelse med samtida jättestäder som Cordoba, Konstantinopel och Baghdad. De största städerna, Venedig, Milano, Florens och Paris hade som mest 100 000 invånare. Utöver dessa fanns ett antal städer som Brygge, Ghent, Lübeck och London som kunde ha mellan 10 000 och 40 000 invånare, och alla dessa låg vid havet eller vid en större flod. I övrigt hade de flesta städer bara några hundra till några tusen invånare och låg då ofta i inlandet. Stadsbefolkningen förblev en minoritet av den totala befolkningen i Europa långt in i modern tid, även om det fanns stora lokala variationer. I Norditalien och Lågländerna kunde stadsbefolkningen vara upp till var tredje person, i Centraleuropa endast en på tio.
Den stora koncentrationen av människor utan avancerade former av infrastruktur i form av avlopp och avfallshantering gjorde att dödligheten i de medeltida städerna var betydligt högre än på landsbygden. Epidemier spreds också snabbt längs de tättbefolkade gränderna, och likaså kunde eldsvådor ödelägga hela stadsdelar på bara några timmar. Städer led i allmänhet av ett konstant mortalitetsöverskott, att det var fler som dog än föddes, och krävde därför en konstant ström av nya invånare från landsbygden.
Städerna ledde till centralisering av makt och resurser och en intensifiering av kringliggande jordbruk och handel, samt en ökad specialisering av produktion. Eftersom städer inte var självförsörjande med mat var de beroende av den omgivande landsbygden för mat. Ju större en stad blev, desto större område behövde den som försåg den med allt fler typer av resurser. Genom sin koncentration av människor, makt och pengar, och därmed även idéer, gav städerna också upphov till en kulturell utveckling. Medeltida städer var grundade som mer eller mindre självständiga enheter och lydde under egen lagstiftning. De betalade oftast skatt till den lokale länsfursten eller kungen, men hade en egen beslutsfattande och lagstiftande församling i form av råd av mäktiga borgare som oftast var rika handelsmän.

### Ståndssamhället grundas

En illuminering som föreställer representanter för de tre medeltida stånden.

Ståndssamhället, det som senare skulle utgöra grunden för många länders riksdagar grundlades på medeltiden. Det tidigaste omnämnandet av ett samhälle uppdelat i olika klasser härstammar redan från 800-talet, men det var först i början av 1000-talet som det konkretiserades. I Carmen ad Rothbertum regem ("Sången för kung Robert") skriven av Adalbero, biskop av Laon är det klara uppdelningar mellan tre grupper: oratores, "de som ber", kyrkans män (och enbart män); bellatores, "de som krigar", som senare skulle utgöra en klart definierad adel och laboratores, "de som arbetar", som främst bestod av bönder och andra som brukade jorden och producerade mat åt samtliga tre klasser. Högst i hierarkin stod de som bad och de som krigade och dessa utgjorde under hela medeltiden en mycket begränsad elit på samhällets topp som högst var några procent av befolkningen. Det var krigarnas ansvar att se till att upprätthålla lag och ordning och att försvara samhället mot yttre fiender. Bedjarnas uppgift var att se till samhället fick sina andliga behov uppfyllda. De som arbetade utgjorde den stora massan och det var de som var arbetskraften som möjliggjorde krigarnas och bedjarnas välstånd. Tanken var att dessa klasser utgjorde delar av en gemensam samhällskropp som skulle samarbeta harmoniskt och fredligt för samhällets bästa.
Stånden var en starkt idealiserad och ideologisk social indelning definierad av kyrkan som i stort ignorerade faktiska förhållanden. Exempelvis stadsbor (borgare), som utgjorde en betydande och inflytelserik minoritet hamnade utanför detta ideal. Maktförhållande i städerna, särskilt i Norditalien och Flandern, byggde i högre grad på rikedom och politiskt inflytande snarare än börd, och här skedde en ny indelning i maiores, mediocres och minores, över-, medel- och underklass. Utanför indelningen stod förstås icke-kristna som judar och muslimer, men även de som trodde på andra tolkningar av kristendomen, som alla ansågs kätterska av den katolska kyrkan.

#### De som bad

Kräkla tillverkad i Frankrike, från medeltiden, 1200-tal cirka.

Kyrkans män var de som stod överst i ståndshierarkin i de flesta skildringar och det var också de som hade definierat indelningen. Liksom aristokratin utgjorde de som mest ett fåtal procent av den totala befolkningen och på högre nivå var det också just frälset som försåg kyrkan med nya biskopar och påvar. Kyrkan hade det ideologiska och akademiska monopolet i det kristna Europa under så gott som hela medeltiden. Påven ansågs länge vara det andliga överhuvudet för alla kristna och den som, åtminstone i teorin, försåg den världsliga makten med sin legitimet. Kurian, det påvliga hovet och administrationen, var under lång tid det största, rikaste och bäst organiserade i hela Europa. Efter den romerska centralmaktens kollaps var det kyrkan som under tidig medeltid företrädde den mest välorganiserade administrationen. Det var kyrkan genom först kloster och senare katedralskolor och till slut universitet som organiserade undervisning. Kyrkan var också den främsta institutionen för socialt stöd i form av fattigvård och ett moraliskt stöd för befolkningen.

#### De som krigade
Även om den krigande klassen mycket tidigt begränsades till en jordägande aristokrati, så var det inte förrän runt 1000-talet som den började förknippas och begränsas nästan helt och hållet med riddare. Det är först i slutet av 900-talet och början av 1000-talet som kungar som Otto I började avbilda sig själva på hästrygg snarare än på en tron, något som konkretiserades av Vilhelm Erövraren på Bayeuxtapeten. Innovationer inom vapenteknik och ny utrustning för ryttare, som stigbygeln och stabilare sadlar gjorde att krigare till häst nu kunde bära betydligt tyngre vapen och rustning. En ryttare kunde nu galoppera in i strid och anfalla även tungt beväpnade fotsoldater med långa spjut eller lansar. Beridna förband som inte tillhörde frälset hade funnits tidigare i såväl Tyskland som Spanien, men snart var det främst den krigande klassens förmåga att kunna uppbåda skaror av tungt beväpnat kavalleri som avgjorde vem som tillhörde den militära eliten. Inom denna elit utvecklades snart en allt mer avancerad stratifiering av olika klasser och grader som främst avgjordes av börd.
Inom krigarklassen utvecklades under högmedeltiden en social kod som definierade koncept som bottnade i krigares ära; en god riddare skulle rättvis, modig, återhållsam och försvara den kristna tron och de svaga. Ett starkt romantiserat ideal om hövisk kärlek mellan riddare och unga adelsdamer odlades också inom krigarklassen och har sedan gett upphov till klassiska sagor om sköna jungfrur som räddas ur fångenskap av tappra riddare. I en värld av män som sedan barnsben fick lära sig att i strid ta det som ansågs vara deras rätt, var riddaridealen och de sentimentala riddarlegenderna, som Rolandssången och andra så kallade chanson de geste ("sånger om gärningar") en mycket motsägelsefull kontrast till en våldsfixerad manskultur.

#### De som försörjde
Inställningen till människorna, som man i dagens samhälle skulle definiera som bönder, var kluven. Krönikörer, som själva inte var bönder, beskrev dem som lata, dumma och ociviliserade halvvildar. Stereotyper florerade som ofta jämställde bönderna med djur och påminde starkt om hur man karaktäriserade icke-kristna utbölingar och slavar. Man tillskrev dem en rad egenskaper som kunde variera från simpel galenskap till rena plumpheter som "en säregen benägenhet till väderspänning". Den hovromantik som föreskrevs för att uppvakta adelskvinnor ansågs vara bortkastad på bondkvinnor, och författare som biskop Adalbero uppmanade sina manliga läsare att "bestiga dem utan omsvep". Samtidigt uttryckte många författare en rädsla för den stora allmogen, och med viss rätt. Status och inflytande bland bönder kunde variera kraftigt, från landbor som levde precis över existensminimum till rika storbönder med omfattande gårdar och stora hushåll. Adliga furstar kunde inte heller utöva total tyranni över dem som bodde på deras ägor. Lokala sedvänjor och traditioner behövde respekteras och det gick inte att behandla bönder enbart som personliga ägodelar utan en reaktion. När bönder utsattes för vad de ansåg vara för hårt tryck och utsugning av en landsfurste hände det ofta att de organiserade sig och gjorde motstånd antingen genom juridiska petitioner, genom att erbjuda överhöghet till en annan furste, eller till och med genom att organisera bondehärar. Det finns flera exempel på adliga arméer som besegrats av välorganiserade och disciplinerade bondearméer; 1227 i Ane i dagens Nederländerna, cirka 1230 vid ett uppror i det lägre Weser-området och 1315 vid Morgarten i Schweiz.

### Kyrklig reform

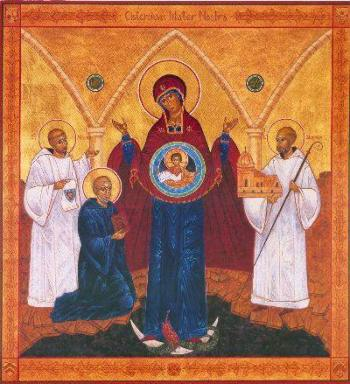
En illustration som visar grundandet av klostret i Citeaux i dagens Bourgogne som gav namn åt Cisterciensorden, en av de många och framgångsrika klosterordnar som grundades under högmedeltiden.

Kyrkan före 900- och 1000-talet var en relativt löst sammansatt institution. Det påvliga ämbetet var svagt, i synnerhet under saeculum obscurum, och centralstyret inom kyrkan mycket begränsat. Enskilda kloster och biskopsstolar var autonoma och hade mycket nära samarbete med lokala kungar och godsägare, som de ofta var starkt beroende av. Den teologiska renlärigheten bland kyrkans män var tveksam. Idealet var att kyrkan inte skulle blanda sig i världsliga angelägenheter utan överlåta detta till kejsare, kungar och adel att sköta. Verkligheten var en helt annan; många präster levde inte i celibat, biskopar agerade som världsliga adelsmän och kunde dra ut i strid som suveräna krigsherrar och agera vasaller åt kungar. Påvestolen var under en lång period i händerna på italiensk adel utan större ambitioner att se till det kristna samhällets andliga behov.
Under 900-talet föddes en reaktion mot vad man betecknade som en moralisk förslappning bland de troende. Stora kloster som det i Cluny i dagens Frankrike beredde vägen för en kyrka med större trovärdighet och inflytande som åtnjöt respekt från såväl allmoge som elit. Dock ledde kyrkans hävdande av sin ställning som en maktfaktor till konflikter med den världsliga makten. Under slutet av 1000-talet och början av 1100-talet ledde detta till en 50 år lång maktkamp mellan påvar å ena sidan och kungar och kejsare å andra sidan. Konflikten har senare fått namnet investiturstriden, och gällde vem som hade rätten att tillsätta kyrkliga ämbeten.

## Senmedeltid
I kontrast till den föregående perioden av ekonomisk och demografisk expansion inleddes 1300-talet med ett flertal bakslag. Flera perioder av svår missväxt och hungersnöd följdes av den förödande epidemin kallad digerdöden, som dödade upp till hälften av Europas befolkning. Kristendomen upplevde också ett antal kriser. Den franske kungen Filip IV flyttade påvedömet från Rom till Avignon i södra Frankrike mellan 1305 och 1378, något som gick under benämningen "den babyloniska fångenskapen". På detta följde den stora schismen mellan 1378 och 1417 då först två och till slut tre påvar samtidigt var tillsatta och vägrade lämna ifrån sig sina titlar. Detta skapade ökad lojalitet till den regionala och den nationella kyrkan och sekulära lösningar söktes allt mer för sociala problem. Luthers uppgörelse med den katolska kyrkan år 1517 och skapandet av protestantismen signalerade slutet på den gamla ordningen. Den politiska makten började under senmedeltiden att institutionaliseras, särskilt i stater som England, Frankrike, i kungarikena på Iberiska halvön och i Norden. Detta skedde i hög grad genom resultaten av bland annat hundraåriga kriget, som drog skarpare gränser mellan olika nationella intressesfärer.

### Svält och digerdöd

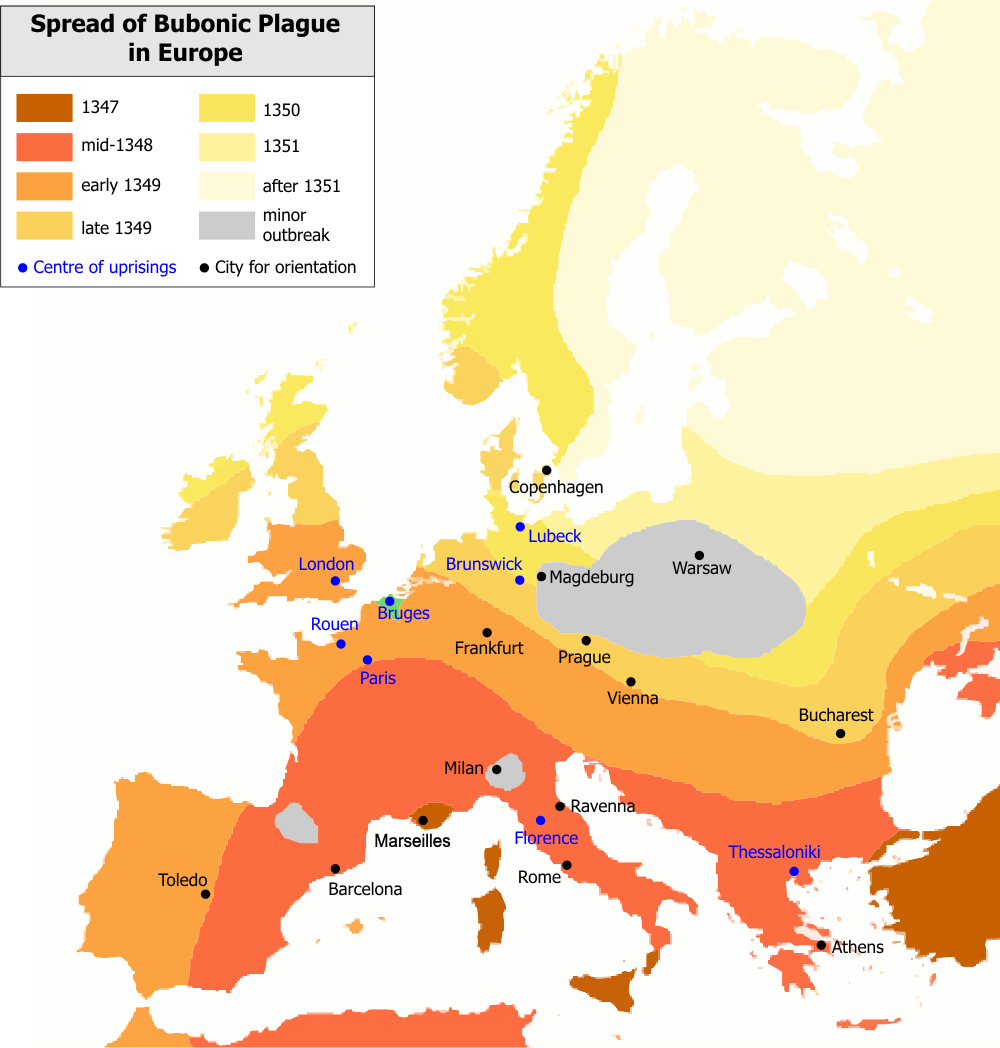
Pestens framfart under digerdöden 1347-1352.

I början av 1300-talet nådde befolkningstalen i Europa en kulmen efter flera hundra år av stadig ökning, och minskade istället kraftigt för att återhämta sig först någon gång på 1500-talet. Detta skeende har fått många förklaringar av moderna historiker; bland annat har man kunnat fastställa att den gynnsamma värmeperiod som rått under högmedeltiden tog slut runt 1300 och följdes av kallare och ostadigare väder som orsakade missväxt och omfattande svält från 1310-talet och flera decennier framöver. Det var en försvagad befolkning som till stor del levde på nyuppodlade jordar i relativt obördiga gränsområden som överrumplades av medeltidens största demografiska chock, digerdöden. Uppskattningarna av dödstalen varierar kraftigt, och vissa regioner drabbades värre än andra, men även de lägre uppskattningarna talar om att minst 25 procent av Europas befolkning dog på bara några år medan vissa uppskattar dödstalen till hela 50 procent. Vissa städer förlorade upp till 80 procent av sin befolkning och gårdar och åkermark lades öde över hela Europa när det inte längre fanns någon som brukade dem. Detta förvärrades senare av en period av ovanligt långvariga och förödande krig, exempelvis hundraårskriget mellan England och Frankrike, Reconquistan på Iberiska halvön samt maktstrider och inbördeskrig i Flandern, Italien, Skandinavien och Tyskland. Resultatet blev en minskning eller total kollaps av särskilt långväga handel med baslivsmedel. De stora spannmålstransporterna från traditionella kornbodar som Syditalien, Sicilien och Egypten till stora städer i Medelhavsområdet bar inte längre sina kostnader och ersattes av mer lokal handel. De mindre gynnsamma väderförhållandena satte också det gamla jordbrukssystemet i svajning. Tidigare hade kosthållningen förlitat sig på vete, något som särskilt norra Europa var illa anpassat för. I stort upphörde runt 1350 den stabila expansion som pågått sedan runt år 1000.
Utöver den ekonomiska inverkan som digerdöden hade, utlöste den också en utbredd fatalism kopplad till insikten om hur skör tillvaron egentligen visade sig vara. Epidemierna som digerdöden hade satt igång upphörde inte heller med det första utbrottet, utan återkom med jämna mellanrum och höll nere befolkningsökningen så att återhämtning tog längre tid. Orsaken till massdöden fann man oftast vara ett Guds straff för samhällets synder. Man beskyllde också ofta minoriteter för att ha spridit sjukdom genom anklagelser om förgiftade brunnar, och hysterin utlöste pogromer mot judar.

### Anpassning till nya villkor
Efter de senmedeltida kriserna började många regioner inrikta sig på mer specialiserade former av grödor som kunde säljas till fördelaktiga priser på en större internationell marknad. Den kraftigt reducerade befolkning som var kvar efter de många farsoternas härjningar kunde unna sig ett större välstånd och ledde till ökad produktion av animaliska produkter, något som bland annat visade sig genom att slaktarskråna fick fler medlemmar och större inflytande i många städer. Överlag blev kosten mer diversifierad och en mindre andel bestod av bara spannmål i form av bröd., vilket sannolikt bidrog till att högadeln senare under renässansen stärkte greppet om kyrkan för att berika sig själva.

## Kultur

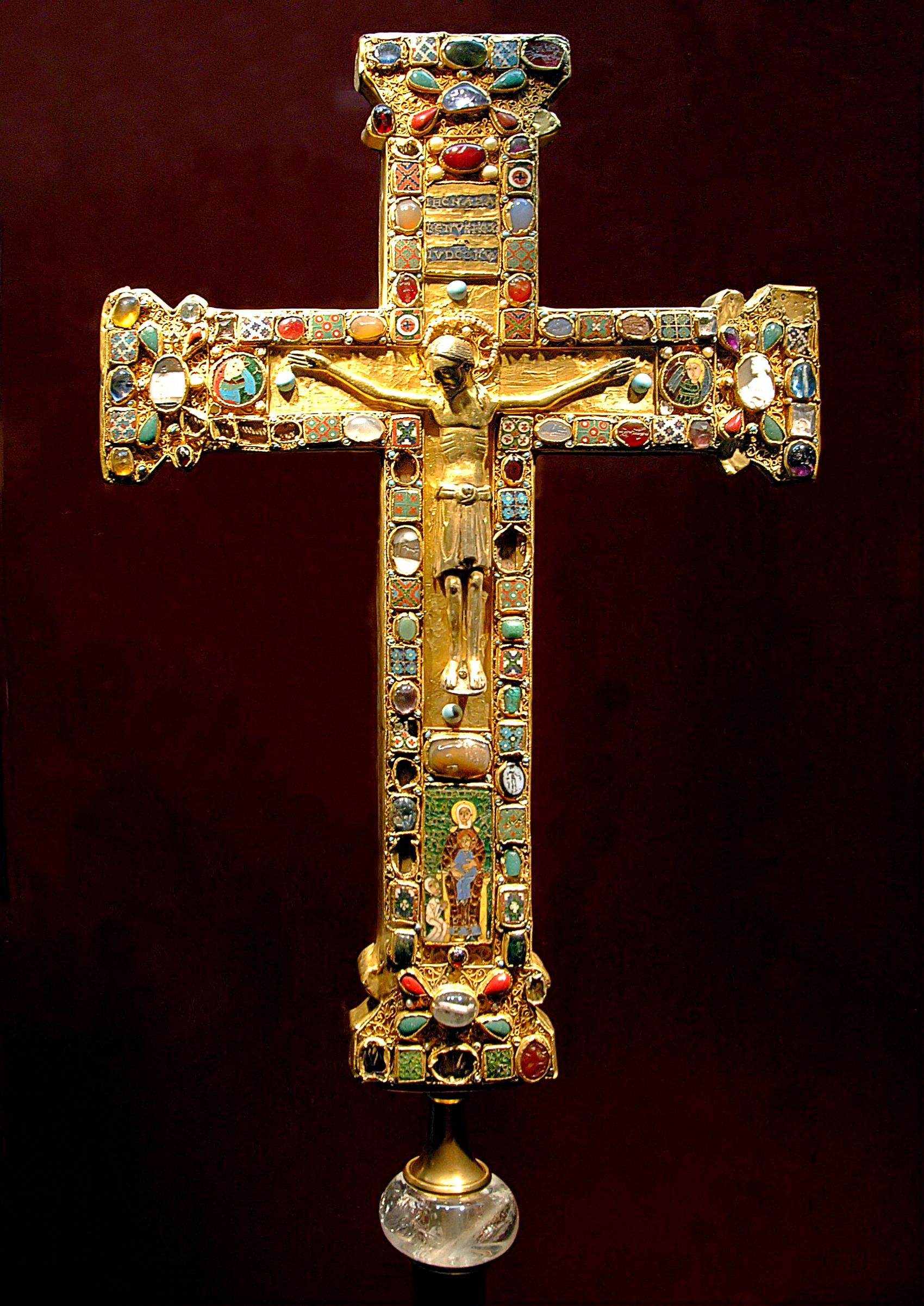
Mathildenkreuz

Medeltiden kännetecknas främst av religionens centrala roll som samhällsideologi. Intellektuellt liv och utbildning var under hela perioden något kyrkan hade nästan totalt monopol på. I början var klostren centrum för utbildning och det var främst här som böcker författades och idéer diskuterades. Grunden för den medeltida världsuppfattningen var Bibeln.

### Den medeltida staden
Den medeltida staden fungerade som en samlingsplats på marknadsdagar dit alla bönder kom med sina jordbruksvaror. Dessa kunde vara bland annat säd, ägg, mjöl, kött och frukt. Fisk blev medtaget av kustbönderna och skogsbönder hade med sig viltkött. Marknaden höll till på stadens torg och dit kom också handelsmän. De köpte varor för att senare sälja dem vidare för ett högre pris. Gårdar och små bodar i städerna kunde ägas av adelsmän. Men adeln bodde mest på stora gårdar utanför städerna.

### Kost
För de allra flesta människor var bröd den dominerande födan. I Väst- och Sydeuropa bakade man vetebröd medan man i norra och östra Europa istället odlade korn och råg som blev till bröd, gröt eller öl. Man har beräknat att under 1300-talet täcktes 80–90 procent av kaloribehovet genom bröd. I lantbruket odlade man också kål, spenat, morötter och lök som komplement till brödet. Det är också troligt att man under 1300- och 1400-talen åt betydligt mer kött jämfört med följande århundraden.

## Försörjning

Treskiftessystemet blev vanligare från 700-talet i Europa och gav större skördar.

Den medeltida försörjningen var till största del baserad på jordbruket. Över 90 procent av befolkningen var direkt eller indirekt sysselsatta med jordbruk och ekonomin var i hög grad inriktad på självhushållning. Fram till tidig medeltid var handeln främst lokal eller regional, även om viss långväga handel förekom för att tillfredsställa efterfrågan på lyxvaror, särskilt av kryddor och siden. Under tidig medeltid var det mesta av norra Europa glest befolkat och jordbruket primitivt. Boskapshållning var mer dominerande och det var framförallt i södra Europa och Nordafrika där jordbruket var intensivt. Befolkningsökning, agrartekniska innovationer, politisk stabilisering och en period av gynnsamt klimat med start runt år 1000 bäddade för en intensiv tillväxtperiod. Förutom införandet av nya jordbruksredskap och metoder som tresäde odlades ny åkermark upp. Stora delar av exempelvis Lågländerna dikades ur och en omfattande kolonisering österut skedde under tyska furstars och kyrkans beskydd. Den ökade produktionen ledde till att en större del av jordbruket inriktades på export till tätbefolkade områden, framförallt Flandern och de mäktiga stadsstaterna i Italien. Det nyuppväckta stadslivet skapade skrån för många yrken, en högre grad av specialisering och ett återinförande av lönearbetet, som i stort sett varit frånvarande i Europa sedan senantiken. Perioden av flera hundra års stadig tillväxt upphörde i mitten på 1300-talet då klimatet försämrades och hela Europa drabbades av den demografiska kollaps som digerdöden hade orsakat.
En primitiv form av bankväsende fanns under medeltiden, men var sällan långvarigt och mycket riskfyllt. Komplexiteten i att kunna bedriva omfattande låneverksamhet där utlåningen monetärt översteg inlåningen var för riskfylld och i många regioner förbjöds sådan praxis. Likheterna med senare bankverksamhet är i vissa fall slående, men ingen tydlig kontinuitet kan spåras in i modern tid. Utvecklingen av handelsverktyg som hållbara och stabila växlar skedde först runt 1500, och var bland de värdepapper som snart skulle komma att omsättas på börser i städer som Antwerpen och Amsterdam.

### Handel

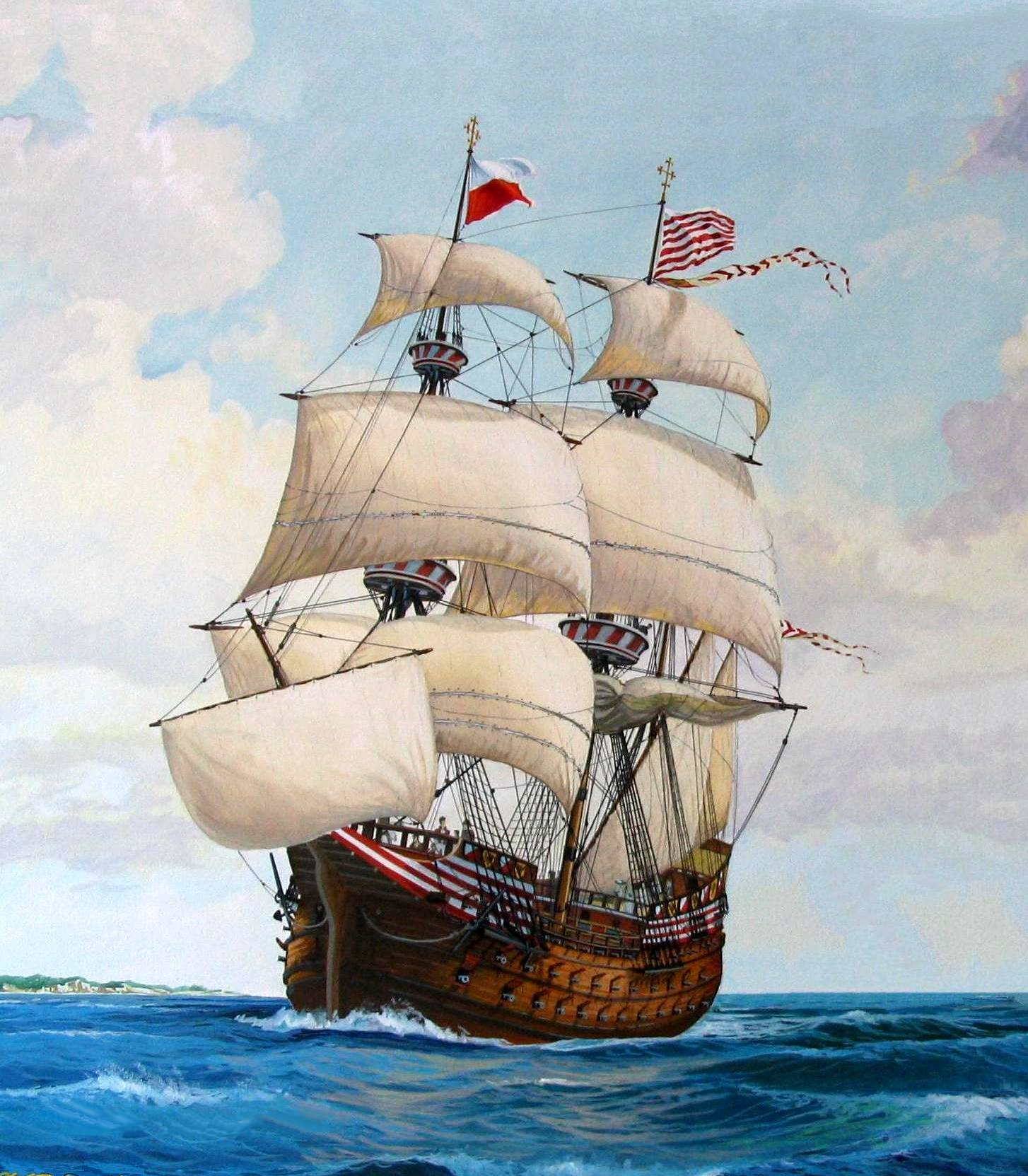
Målning av Adler von Lübeck, på sin tid världens största skepp.

Handeln under tidig medeltid, särskilt i norra Europa, var lågintensiv och i hög grad lokal. Lyxvaror importerades fortfarande österifrån via Medelhavet, men handel med billigare konsumtionsvaror blev inte vanlig förrän under högmedeltiden. Det fanns två huvudsakliga handelsområden: länder kring Östersjön och Nordsjön samt Medelhavsbäckenet. Utbytet mellan dessa två stora handelsområden skedde under 1100–1200-talet i hög grad landvägen, och utbytet av varor mellan nord och syd skapade enorma marknader i Champagne i norra Frankrike. Stora marknader som återkom i regelbundna cykler uppstod och började bli reglerade. Ursprunget till dessa marknader var främst de olika helgonfester som firades i olika regioner. Dessa marknader avtog i storlek och betydelse på 1300-talet då de mest högintensiva handelszonerna, Flandern och Norditalien, övergick till att i högre grad skeppa varor sjövägen istället för via långsammare och dyrare landtransporter.
Högmedeltiden såg en intensifiering av handel. De instabila tiderna före och efter den karolingiska konsolideringen av makt i Västeuropa gjorde att det mesta av långväga handel ströps, och osäkerheten som muslimska invasioner och räder, vikingatåg och anfall från nomadfolk som magyarerna orsakade missgynnade kommers. En svag rännil av varor österifrån fanns dock under hela perioden, och växte sig allt starkare allt eftersom centralmakten stärktes och kunde säkra fred och goda villkor för köpmän. Krig kunde ge enstaka tillfällen till affärer, men var till övervägande del skadligt för handeln och köpmännens intressen. Osäkerheten som väpnade konflikter skapade gjorde att handeln ofta skalades ner eller upphörde helt för att riskerna blev för stora. Den typ av militarism som gynnade köpmännen i stort var de stående arméer i fredstid som uppstod under senmedeltiden.
Den ledande regionen inom handel under hela medeltiden och långt in på 1500-talet var stadsstaterna i Norditalien där Genua, Florens och inte minst den maritima republiken Venedig var ledande. Italienska köpmän dominerade den europeiska handeln på Medelhavet och drev de mest avancerade och vidsträckta handelsorganisationerna. Under högmedeltiden uppstod enklaver av italienska entreprenörer i hela Europa och verkade som finansiärer för furstar och organisatörer av den lukrativa handeln med lyxartiklar. Många andra varor ingick i handeln, men utöver exklusiva kryddor och silkestyger var det handeln med textilier tillverkade av engelsk ull (och även ullen i sig) som gav betydande vinster. Handeln mellan Norditalien och England stimulerade båda regionernas ekonomier genom en produktiv symbios. När till exempel fartyg från Genua exporterade engelsk ull fick engelsmännen tillgång till marknader som de själva skulle haft mycket svårt att nå.

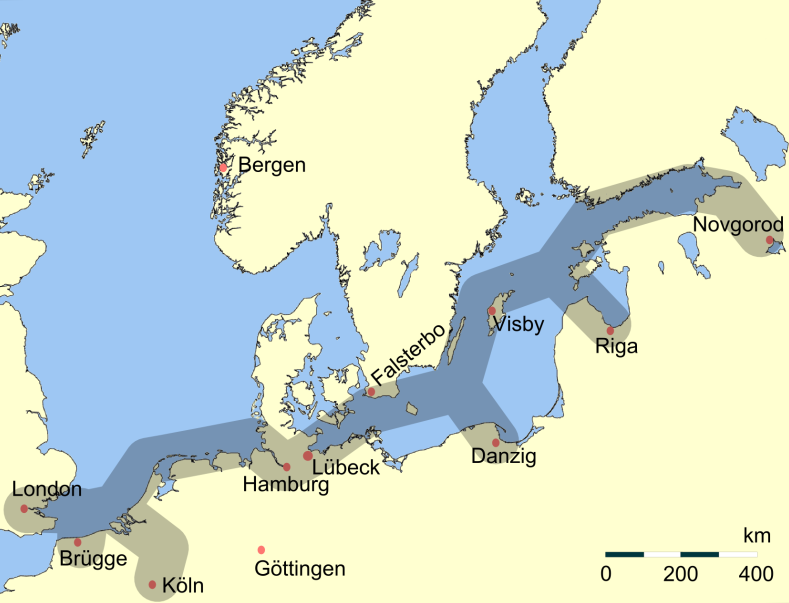
Hansans huvudsakliga handelsrutter.

Hansan var den ledande aktören för handeln i ett område som sträckte sig från Novgorod i öst till London i väst och från Bergen i nord till Brygge i syd. Det var ett nordeuropeiskt handelsförbund av varierande sammansättning som leddes av mäktiga handelsstäder som Lübeck, Hamburg och Danzig med filialkontor spridda över norra Europa. Hansans handel skilde sig på många sätt från handeln i andra områden. Det fungerade som en mindre lukrativ nordlig motsvarighet till Medelhavets italiendominerade nätverk, men med skillnaden att den mest handlade med mindre lönsamma råvaror som virke, livsmedel och metaller. På 1360-talet hade Hansan skaffat ett totalt monopol på all transport och handel med de vanligaste exportprodukterna.
Mellan dessa två handelssfärer låg den andra av Europas befolkningstäta och starkt urbaniserade regioner, Flandern. Där förädlades den engelska ullen till kläder för både lyx- och masskonsumtion. Här befann sig också Europas andra ekonomiska nav, som senare skulle ta över de italienska städernas dominerande roll.
Det utbredda bruket av slavar hade kraftigt minskat efter Romarrikets fall senantiken. Bruket och handeln med slavar upphörde aldrig helt, särskilt inte i södra Europa. Stora plantager som brukades av slavar återuppstod under senmedeltiden i och med upprättandet av sockerodlingar i Spanien, på Sicilien, Kreta och, på 1400-talet, på de atlantiska öarna Madeira och Azorerna.
Detta kan betraktas som ett slags generalrepetition inför den gigantiska slavekonomin som skulle uppstå efter upptäckten och koloniseringen av Amerika runt 1500. I kombination med en kraftig demografisk expansion i norr bidrog detta till att centrum för den europeiska ekonomin flyttades norrut, först till Lågländerna och Nordfrankrike och senare England.

## Teknik
Många nya uppfinningar och tekniker importerades utifrån under medeltiden. Kompassen, pappret, krutet, armborstet och en mängd andra hjälpmedel kom österifrån, medan innovationer som väderkvarnen och det mekaniska uret utvecklades eller fulländades i Europa. Vattenkvarnar kom att bli särskilt nyttiga när de tillämpades till att driva tidigare varianter av stånghammare, sågar och valkningsmaskiner. En av de kanske viktigaste uppfinningarna var dock tryckningstekniken. Dess inverkan på spridning av nya idéer kan knappast övervärderas, och befrämjade även en explosionsartad utveckling i pappersindustrin.
Teknikutvecklingen gick ofta hand i hand med utvecklingen av handel. De tätare förbindelserna mellan nord och syd spred bruket av skeppsbyggeri, särskilt under senmedeltiden. Koggen, norra Europas främsta sjötransportmedel, inspirerade till exempel italienska skeppsbyggare till att bygga förbättrade varianter av den som var skräddarsydda för att ta stora mängder skrymmande varor som alun till färgning av kläder och ull. Runt Nederländerna främjades den allt mer expansiva fiskenäringen genom byggandet av allt mer specialiserade fiskebåtar med utrustning för konservering ombord. Till lands utvecklades nya typer av vagnar med järnskodda hjul och axlar på upphängningsanordningar som var bättre lämpade för de primitiva landsvägarna.
Gruvnäringen stimulerade till många nya uppfinningar i och med behovet av metaller för maskiner, vapen och myntslagning. Pumpar utvecklades för att föra vatten ur gruvor och man upptäckte tekniker för att utvinna metaller ur annars värdelös malm, något som gjorde att tidigare nedlagda eller olönsamma gruvor kunde öppnas igen. Tillverkningen av metallredskap ökade under perioden, särskilt produktionen av järn och man beräknar att den varit upp i runt 60 000 ton per år runt 1500.